# Louis Charles Breguet

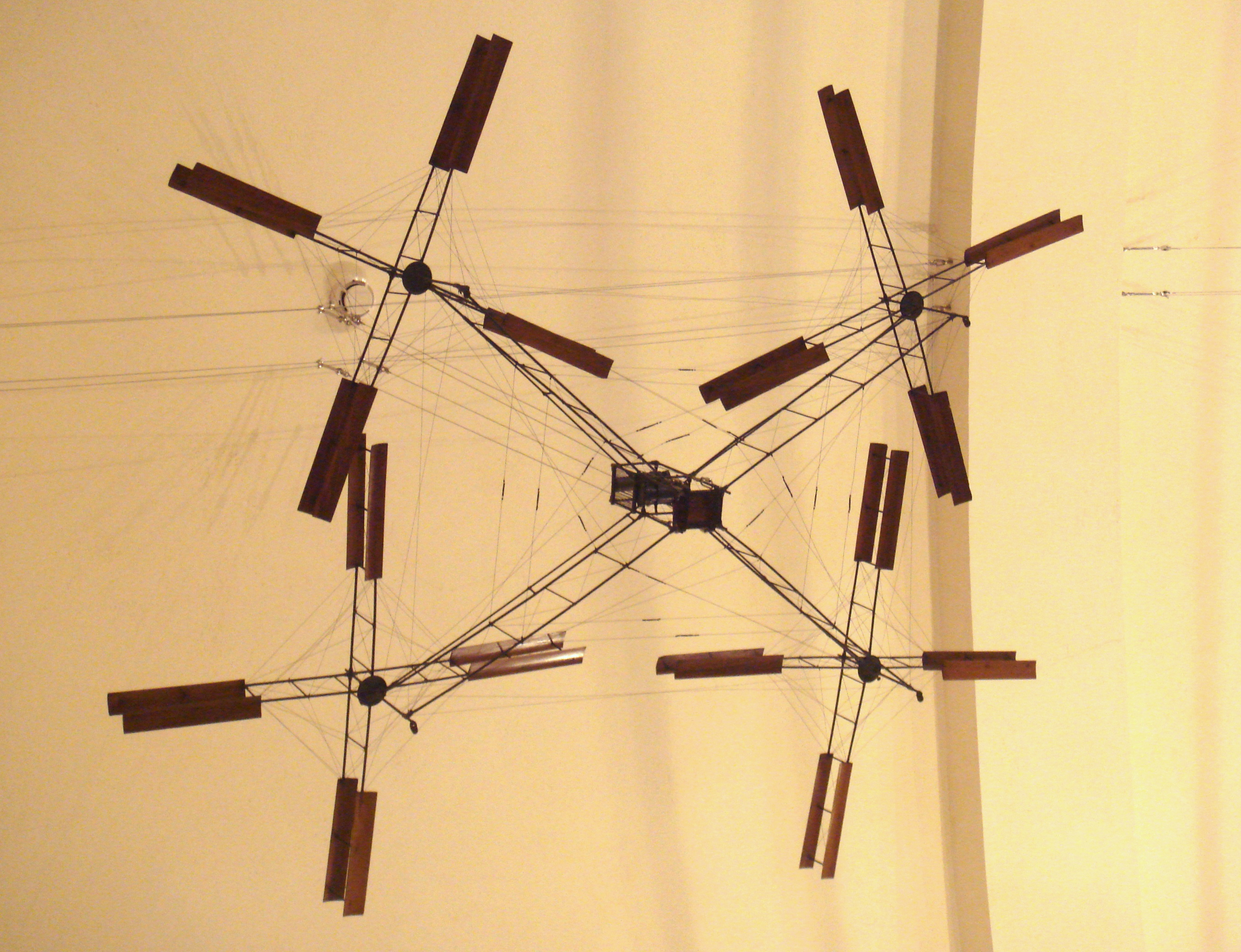
Gyroplane (1907).Musée des Arts et Métiers, París.

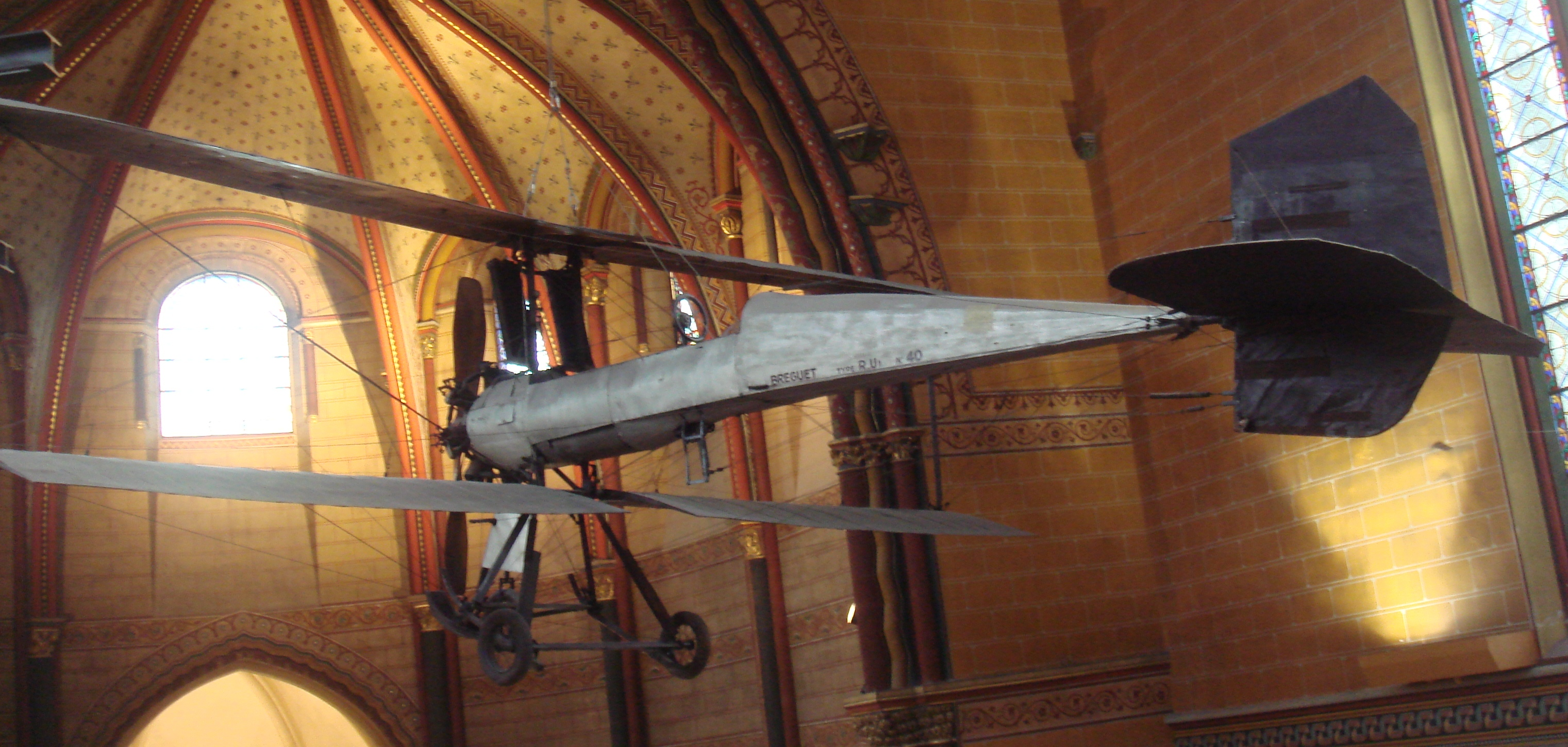
Aeroplà Breguet de 1911 Musée des Arts et Métiers, París.

Louis Charles Breguet (6è districte de París, 2 de gener de 1880 – Saint-Germain-en-Laye, 4 de maig de 1955) va ser un dissenyador i constructor d'aparells d'aviació i un dels pioners de l'aviació.

## Biografia
Fill del rellotger Antoine Breguet va estudiar a l'Escola Superior d'Electricitat i va entrar l'any 1905 com a enginyer a l'empresa familiar. L'any 1902, Louis es va casar amb Nelly Girardet, la filla del pintor Eugène Girardet, amb qui va tenir 5 fills.
El 1906, juntament amb el seu germà Jacques, i sota el control de Charles Richet, va treballar en el disseny del gyroplane, el precursor de l'helicòpter, dotat d'ales flexibles. Aconseguí una ascensió vertical de l'aparell comandat per un pilot l'any 1907. Els anys següents fundà la Société anonyme des ateliers d'aviation Louis Breguet a Douai i el 1912, Breguet construí el seu primer hidroplà.
Va desenvolupar els avions de reconeixement usats pels francesos en la Primera Guerra Mundial i al llarg de la dècada de 1920.
El 1919, fundà la Compagnie des messageries aériennes, la qual es va convertir posteriorment en Air France.
Un avió de Breguet, el 1927, va travessar per primera vegada l'Atlàntic Sud sense parades. Un altre dels seus avions, l'any 1933, va establir el rècord, d'aquell moment, de vol sense parades fent 4.500 milles per l'Atlàntic Sud.
Breguet també va ser un important constructor d'avions durant la Segona Guerra Mundial i després va construir avions comercials. El seu nom s'empra en l'"Equació de Breguet" que determina el rang dels avions
El 1924 va prendre part en els Jocs Olímpics de París, on va guanyar la medalla de bronze en la regata de 8 metres del programa de vela, a bord del Namoussa, junt a Louis Bréguet, Robert Girardet, André Guerrier i Georges Mollard.